# Abderrahim El Haouzy
Abderrahim El Haouzy (né le 1er avril 1975 à Oued Jdida (en) au Maroc) est un athlète français, spécialiste du 400 mètres.

## Biographie
Né à Oued Jdida (en) au Maroc, il connait plusieurs sélections internationales avec le Maroc, notamment au saut en longueur. Arrivé en France en 1998, il rencontre son entraîneur François Pépin en 2000 et se spécialise sur le 400 mètres. Il obtient la nationalité française en 2002.
Il se classe sixième du relais 4 × 400 m lors des championnats du monde 2005, à Helsinki, en compagnie de Leslie Djhone, Naman Keïta et Marc Raquil. Cette même année, il décroche la médaille d'argent du 4 × 400 m aux Jeux méditerranéens d'Almería.

### Palmarès
| Date | Compétition           | Lieu     | Résultat | Épreuve   | Performance   |
| ---- | --------------------- | -------- | -------- | --------- | ------------- |
| 2005 | Championnats du monde | Helsinki | 5e       | 4 × 400 m | 3 min 03 s 1  |
| 2005 | Jeux méditerranéens   | Almería  | 2e       | 4 × 400 m | 3 min 04 s 84 |

### Records
| Épreuve | Performance | Lieu        | Date        |
| ------- | ----------- | ----------- | ----------- |
| 400 m   | 45 s 82     | Brazzaville | 21 mai 2006 |